# Bezirksgericht Vilnius

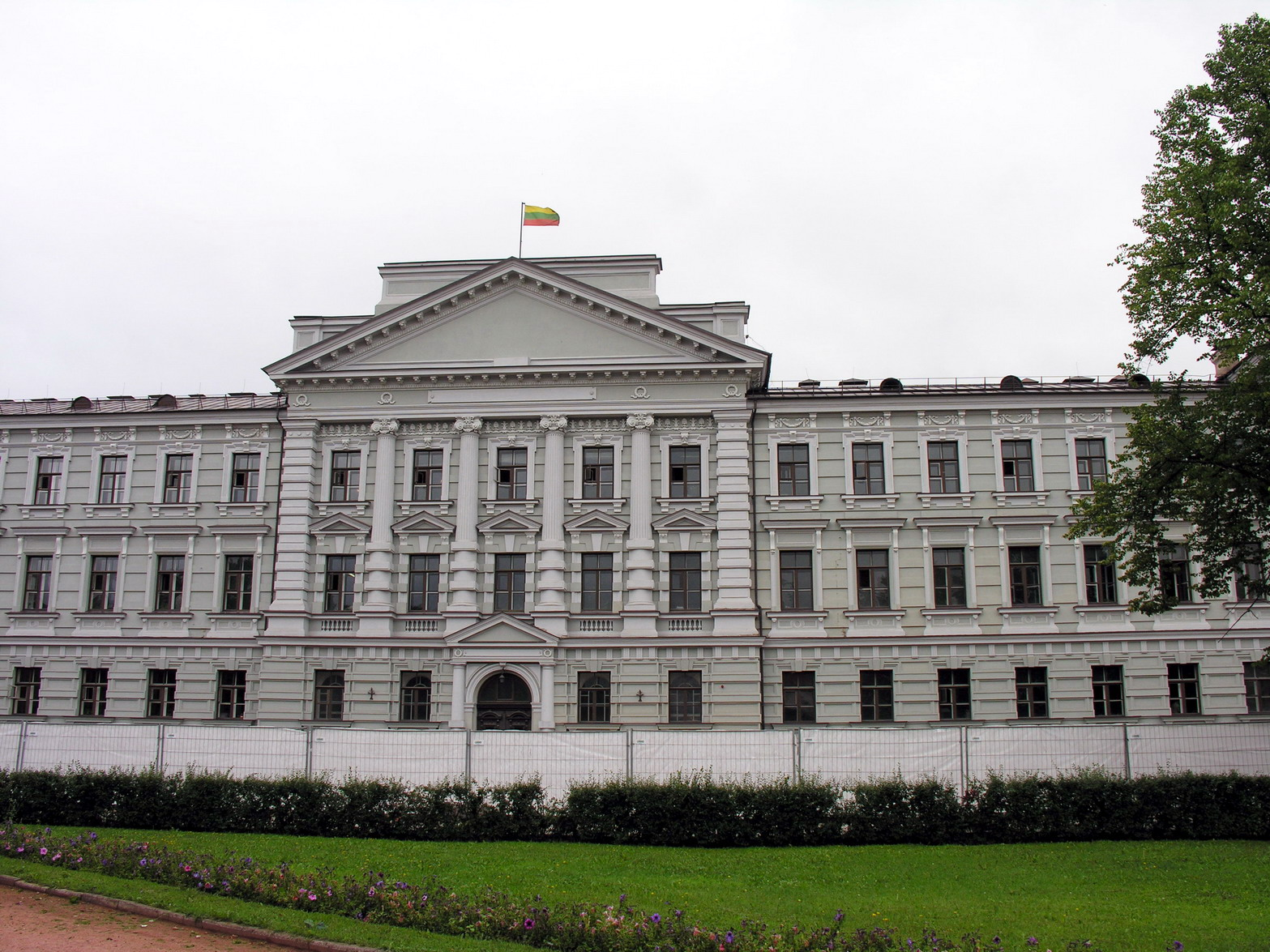
Bezirksgericht Vilnius (in demselben Gebäude wie Lietuvos apeliacinis teismas) (Gedimino prospektas)

Das Bezirksgericht Vilnius (litauisch Vilniaus apygardos teismas) ist der größte der fünf Apygardos teismas in Litauen. Der Sitz ist in Vilnius. Es gibt eine Abteilung für Strafsachen und eine für Zivilsachen. Das Gericht ist mit 56 Richtern besetzt. In der Verwaltung gibt es 115 Staatsbeamten und 78 Arbeitnehmer.

## Richter
- Gerichtsvorsitzender Artūras Šumskas
- Vorsitzender der Abteilung für Strafsachen Viktoras Dovidaitis
- Vorsitzende Abteilung für Zivilsachen Alma Urbanavičienė

## Gerichtsbarkeit
Das Bezirksgericht Vilnius ist als erstinstanzliches Gericht für folgende Zivilsachen ausschließlich zuständig (Artikel 28, Litauisches Zivilprozessgesetzbuch):
- Rechtsstreite nach dem Lizenzrecht der Republik Litauen.
- Rechtsstreite nach dem Schutzmarkenrecht der Republik Litauen.
- Zivilsachen, in denen ein Bürger eines anderen Staates einen Antrag auf Adoption eines Bürgers der Republik Litauen stellt, gleichgültig ob der betreffende litauische Bürger seinen Wohnsitz in der Republik Litauen oder im Ausland hat.
- Andere Zivilsachen, für die das Bezirksgericht Vilnius nach geltendem Recht als erstinstanzliches Gericht ausschließlich zuständig ist.

## Untergeordnete Kreisgerichte

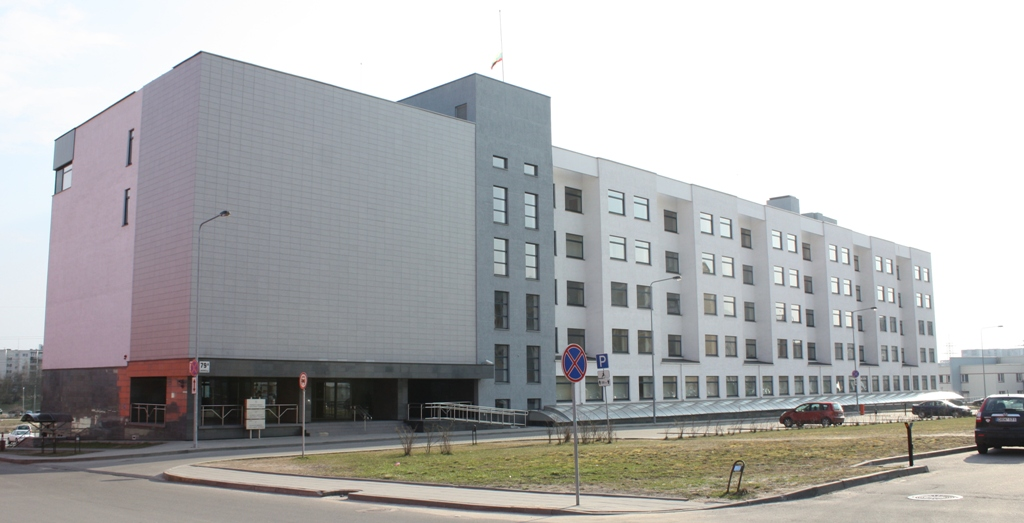
Das Gebäude von drei Stadtkreisgerichten Vilnius

Das Bezirksgericht Vilnius als zweitinstanzliches Gericht ist zuständig für Sachen folgender Kreisgerichte:
| - Kreisgericht Vilnius - Erstes Stadtkreisgericht Vilnius - Zweites Stadtkreisgericht Vilnius - Drittes Stadtkreisgericht Vilnius | - Viertes Stadtkreisgericht Vilnius - Kreisgericht Druskininkai - Kreisgericht Visaginas - Kreisgericht Ignalina | - Kreisgericht Molėtai - Kreisgericht Šalčininkai - Kreisgericht Širvintos - Kreisgericht Švenčionys | - Kreisgericht Trakai - Kreisgericht Ukmergė - Kreisgericht Varėna - Kreisgericht Zarasai |

## Weitere Gerichte in Vilnius
(Außer der 1. bis 4. Stadtkreisgerichte und Kreisgericht Vilnius):
- Bezirksverwaltungsgericht Vilnius
- Appellationsgericht Litauens
- Oberstes Verwaltungsgericht Litauens
- Oberstes Gericht Litauens
- Verfassungsgericht der Litauischen Republik